# Kujerung
Die Kujerung (oder Kallak) ist eine australische Wurfkeule, die vom Stamm der Kurnai benutzt wird.

## Geschichte
Die Kujerung wurde von den Aborigines in Australien als Waffe für die Jagd und für den Kampf entwickelt.

## Beschreibung
Die Kujerung ist aus Hartholz gefertigt. Sie kann als Wurfwaffe für kurze Entfernungen sowie als Schlagwaffe für den Nahkampf eingesetzt werden. In dem Schlagkopf sind oft Rillen und kantige Erhebungen eingeschnitzt. Die Kopfform kann halbrund oder spitz sein. Die ganze Kujerung ist nur grob bearbeitet und nicht poliert. Ihre Gesamtlänge beträgt etwa 28 cm.
Ältere Schreibweisen sind: Kud-jer-oong, Kud-jee-run.